# Стрельба в школе амишей
Стрельба в школе амишей произошла 2 октября 2006 года в деревне Найкл Майнс, расположенной в округе Ланкастер в Пенсильвании. Преступник Чарльз Карл Робертс IV захватил в заложники 10 девочек в возрасте от 6 до 13 лет. Он убил 5 учениц, ещё 5 ранил, после чего покончил с собой .

## Инцидент
Школа амишей была однокомнатной. Робертс припарковал машину рядом со зданием после чего вошёл внутрь, это произошло приблизительно в 10:25 по местному времени. Он спросил учительницу, Эмму Мэй Зук, и учениц, не видели ли они на дороге штифт. По словам свидетелей, задавая вопрос Робертс бормотал слова себе под нос и избегал прямого глазного контакта. Получив отрицательный ответ, Робертс вышел из класса, но вскоре вернулся, держа в руках 9-миллиметровый пистолет Springfield XD, который он принёс из своей машины. Он приказал мальчикам помочь ему перенести вещи из машины в класс. Зук и её матери, находившейся на тот момент в школе, удалось сбежать. Увидев это, Робертс приказал одному из мальчиков остановить их, угрожая в случае отказа убить всех .
Учительнице и её матери удалось добраться до ближайшей фермы и позвонить в службу спасения . Тем временем Робертс и ученики перенесли вещи из машины Робертса в класс, после чего Робертс забаррикадировал дверь досками, принесёнными из машины.
Робертс приказал девочкам выстроиться возле доски, после этого он отпустил одну беременную женщину, трёх родителей с детьми и всех мальчиков. Одна из девочек также покинула класс.
Звонок в службу спасения от Зои и её матери был зарегистрирован в 10:36. Машина приехала приблизительно в 10:42. Приехавший полицейский вступил в переговоры с Робертсом, предложив ему выйти из класса без оружия. Робертс отказался и сказал полицейским, чтобы они уезжали. К 11 часам возле школы собралось множество людей.
Приблизительно в 11:07 Робертс открыл огонь по заложникам. Услышав выстрелы, полицейские начали штурм. Когда они приблизились к окну, стрельба прекратилась, поскольку Робертс совершил самоубийство. Преступник выпустил по меньшей мере 13 пуль.
Всего на момент расстрела в классе находилось 10 девочек. Две из них скончались от полученных ранений ещё на месте преступления. Ещё одна девочка скончалась в тот же день в больнице, две другие на следующий день, 3 октября.
Преступник работал водителем молоковоза, обслуживающим ряд амишских общин. Он признавался жене в неподобающем поведении по отношению к двум малолетним родственницам, когда он был подростком.
Здание, в котором произошла стрельба, было снесено 12 октября 2006 года. Новая школа была открыта 2 апреля 2007 года.
После стрельбы был организован сбор средств пострадавшим. К 2007 году было собрано около 4,3 миллиона долларов.
28 марта 2010 года вышел фильм «Amish Grace», снятый по мотивам книги «Amish Grace: How Forgiveness Transcended Tragedy», написанной на основе инцидента в школе амишей. Фильм получил положительные отзывы, но подвергся критике за то, что в нём перемешаны вымысел и реальность.